# Rhamphostomella magnirostris
Rhamphostomella magnirostris är en mossdjursart som beskrevs av Ferdinand Canu och Ray Smith Bassler 1928. Rhamphostomella magnirostris ingår i släktet Rhamphostomella och familjen Romancheinidae.
Artens utbredningsområde är Mexikanska golfen. Inga underarter finns listade i Catalogue of Life.